# Al-Mustànsir (abbàssida)
|  | Per a altres significats, vegeu «al-Mustànsir (abbàssida del Caire)». |

Abu-Jàfar Mansur al-Mustànsir bi-L·lah (àrab: أبو جعفر منصور المسنتصر بالله, Abū Jaʿfar Manṣūr al-Mustanṣir bi-Llāh), més conegut per la primera part del seu làqab com a al-Mustànsir (febrer/març 1192 - 12 de desembre de 1242), fou califa abbàssida de Bagdad (1226-1242). Era el fill gran del califa adh-Dhàhir (1225-1226) i d'una esclava turca i va succeir el seu pare quan aquest va morir l'11 de juliol de 1226.
Les fonts del seu califat s'han perdut tot i que se'n tenen algunes referències per autors posteriors: es tracta d'una monografia de Ibn as-Sai (mort en 1276) titulada L'itbar al-mustahsir fi akhbar al-Mustansir, i de la Història de Bagdad d'Ibn an-Najjar (mort en 1245). Les dades conservades per autors posteriors són confoses en la cronologia dels fets del regnat, en els noms i fets dels visirs i altres alts dignataris, i el seu paper a la cort.
Un visir fou el xiïta Muhammad al-Kummi que ja havia tingut algun càrrec als dos regnats anteriors; el visir adjunt (ustadh ad-Dar) fou Muàyyad-ad-Din ibn al-Alkamí, que després va ser visir en temps d'Abu-Àhmad Abd-Al·lah al-Mustàssim bi-L·lah (1242-1258) quan fou còmplice dels mongols. Al-Mustànsir el va substituir per Nàssir-ad-Din ibn Muhàmmad ibn an-Nakid. Els homes més poderosos foren el general eunuc Iqbal aix-Xarabí i l'ustadh ad-dar Ibn al-Alkamí.
L'amir begtigínida d'Irbil Mudhàffar-ad-Din Gokburi va morir el 1233, després de 43 anys de regnat, i el seu territori, per manca d'hereus, fou llegat al califa al-Mustànsir, que no obstant va haver d'enviar el seu general Iqbal aix-Xarabí amb un exèrcit a assetjar Erbil o Irbil que en va poder prendre possessió finalment quan la ciutat es va rendir (27 de juliol de 1233).
Va ser el constructor de la madrassa al-Mustansiriyya de Bagdad que fou oberta el 7 d'abril de 1234 i fou la primera madrassa sunnita. Va construir també el khan de Sabus, prop de Wasit i el de Kharnina, entre Takrit i al-Balalik. Va construir també el pont d'Harba, entre Bagdad i Samarra, sobre el canal Dujayla, i va restaurar la mesquita d'al-Qasr a Bagdad.
La seva mort fou el 1243 fou amagada uns dies i es va organitzar la successió. Llavors va ser anunciada i fou proclamat el seu fill Abu-Àhmad Abd-Al·lah al-Mustàssim bi-L·lah.